# Bisbat d'Atlacomulco
El bisbat d'Atlacomulco  (castellà:  Diócesis de Atlacomulco , llatí: Dioecesis Atlacomulcana) és una seu de l'Església Catòlica a Mèxic, sufragània de l'arquebisbat de Mèxic, i que pertany a la regió eclesiàstica Metro-Circundante. L'any 2012 tenia 941.000 batejats sobre una població de 958.000 habitants. Actualment està regida pel bisbe Odilón Martínez García.

## Territori
La diòcesi comprèn part de l'estat mexicà de Mèxic.
La seu episcopal és la ciutat d'Atlacomulco, on es troba la catedral de Divina Providència.
El territori s'estén sobre 5.364  km², i està dividit en 66 parròquies.

## Història
La diòcesi va ser erigida el 3 de novembre de 1984, mitjançant la butlla Quandoquidem ad plenius del Papa Joan Pau II, prenent el territori dels bisbats de Toluca i Cuautitlán.

## Cronologia episcopal
- Ricardo Guízar Díaz † (3 de novembre de 1984 - 14 d'agost de 1996 nomenat arquebisbe de Tlalnepantla)
- Constancio Miranda Wechmann (27 de juny de 1998 - 29 de setembre de 2009 nomenat arquebisbe de Chihuahua)
- Odilón Martínez García, des del 30 d'abril de 2010

## Estadístiques
A finals del 2012, la diòcesi tenia 941.000 batejats sobre una població de 958.000 persones, equivalent al 98,2% del total.
| any  | població | població | població | sacerdots | sacerdots       | sacerdots       | sacerdots             | diaques | religiosos | religiosos | parròquies |
| ---- | -------- | -------- | -------- | --------- | --------------- | --------------- | --------------------- | ------- | ---------- | ---------- | ---------- |
| any  | batejats | total    | %        | total     | clergat secular | clergat regular | batejats per sacerdot | diaques | homes      | dones      |            |
| 1990 | 532.041  | 554.142  | 96,0     | 49        | 44              | 5               | 10.857                |         | 5          | 69         | 37         |
| 1999 | 807.634  | 810.070  | 99,7     | 73        | 64              | 9               | 11.063                | 2       | 22         | 89         | 40         |
| 2000 | 831.863  | 844.672  | 98,5     | 82        | 72              | 10              | 10.144                | 1       | 10         | 133        | 44         |
| 2001 | 834.350  | 847.208  | 98,5     | 87        | 77              | 10              | 9.590                 | 1       | 26         | 86         | 50         |
| 2002 | 836.853  | 849.749  | 98,5     | 85        | 77              | 8               | 9.845                 | 1       | 12         | 77         | 41         |
| 2003 | 861.958  | 874.210  | 98,6     | 87        | 78              | 9               | 9.907                 | 1       | 11         | 79         | 53         |
| 2004 | 862.816  | 875.435  | 98,6     | 95        | 86              | 9               | 9.082                 | 1       | 10         | 103        | 54         |
| 2006 | 865.404  | 878.061  | 98,6     | 94        | 92              | 2               | 9.206                 | 1       | 3          | 103        | 64         |
| 2012 | 941.000  | 958.000  | 98,2     | 114       | 111             | 3               | 8.254                 | 1       | 4          | 103        | 66         |